# Nicanor Parra
Nicanor Parra (castellà: Nicanor Segundo Parra Sandoval)  (San Fabián, 5 de setembre de 1914 - La Reina, 23 de gener de 2018) va ser un poeta, matemàtic i físic xilè l'obra del qual ha tingut una profunda influència en la literatura hispanoamericana.

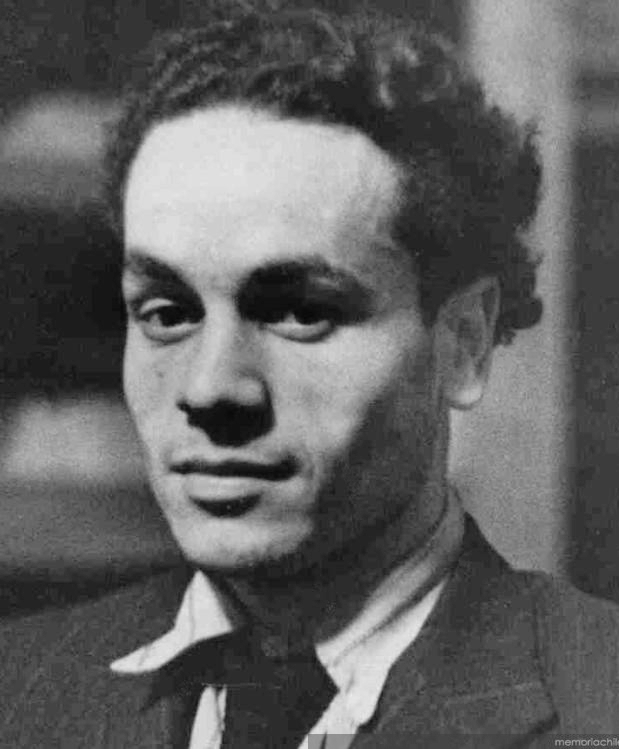
Parra,1935

Considerat el creador de l'antipoesia, és per a molts crítics i autors connotats, com ara Harold Bloom, Niall Binns o Roberto Bolaño, un dels millors poetes xilens. El gran de la família Parra —pedrera d'importants artistes i músics de la cultura xilena— ha rebut el Premi Nacional de Literatura (1969) i el Premi Miguel de Cervantes (2011), entre altres distincions, a més d'haver estat candidat al Premi Nobel de Literatura en diverses ocasions.
La seva obra ha estat traduïda a nombrosos idiomes, com l'anglès, francès, suec, rus, txec, finlandès i portuguès. Entre els seus traductors angloparlants figuren reconeguts escriptors nord-americans, com ara Allen Ginsberg, Lawrence Ferlinghetti, William Carlos Williams, Thomas Merton, Denise Levertov i W. S. Merwin, entre d'altres.
Té sis fills, entre ells l'artista visual Catalina i els músics Colombina i Juan de Dios, àlies «Barraco».

## Biografia

### Infància i adolescència
Nicanor Parra va nàixer a San Fabián de Alico, un poble serrà de la Província de Ñuble, en el si d'una modesta família que el va estimular des de petit en l'art popular. Va ser el primer de vuit germans que van nàixer del matrimoni conformat per Nicanor Parra, professor primari i músic, i Rosa Clara Sandoval Navarrete, teixidora i modista d'origen camperol, aficionada al cant de música folklòrica, que ja tenia dues filles (Olga i Marta) d'un primer matrimoni. La seva casa a Sant Fabián era al mateix temps l'escola del poble. No obstant això, a causa de l'actitud bohèmia i erràtica del seu pare, i les constants penúries econòmiques familiars, afectades més tard per la cessantia generada durant la dictadura del general Carlos Ibáñez del Campo, la infància del jove Nicanor va transcórrer entre freqüents trasllats de domicili, perquè el seu pare va exercir com a professor primari en regiments militars, inspector de tramvies i vigilant de presó. La família es va mudar a Lautaro, i d'allí el 1919 a Santiago, on van ser per un temps acollits a casa de Ramón Parra, cosí del seu pare. Després van tornar a Lautaro, i fins i tot van arribar a desplaçar-se a Ancud. El 1927, amb dotze anys, des de Lautaro van arribar a Chillán, específicament al barri de Vila Alegre, on per fi aconsegueixen establir-se.
Nicanor és l'únic dels seus germans que va prosseguir estudis més enllà dels primaris, si bé l'educació de la seva mare, integradora de les arrels de la cultura popular, va ser fonamental en el desenvolupament de tots ells. Amb prou feines quan va arribar a Chillán, va ser matriculat en el Liceu d'Homes, on va cursar fins al cinquè any d'Humanitats, segons l'antic sistema educatiu xilè. Per aquesta època Nicanor va començar a escriure els seus primers versos, seguint el barroquisme sentimental i retòric de les fonts a les quals tenia accés: les lires populars (publicacions de carrer escrites en quartetes i dècimes), els poetes modernistes, i una antologia de Manuel Magallanes Moure, que li va facilitar el 1930 el seu professor de dibuix i cal·ligrafia, i que va llegir amb fascinació.
El 1932 va anar-se'n de la seva casa per mudar-se a Santiago, sense mitjans econòmics, amb la idea d'ingressar a l'Escola de Carabiners. No obstant això, gràcies a la mediació de Gonzalo Latorre Salamanca, la Liga de Estudiantes Pobres li va atorgar una beca per cursar l'últim any de secundària en l'Internado Nacional Barros Arana. Allà va conèixer i va entaular amistat amb Jorge Millas, Luis Oyarzún i Carlos Pedraza, amb els qui va tenir gran afinitat artística. D'acord amb el poeta, és en aquest internat on va començar a gestar les idees del que anys més tard derivaria en l'antipoesia.

### Joventut i formació professional

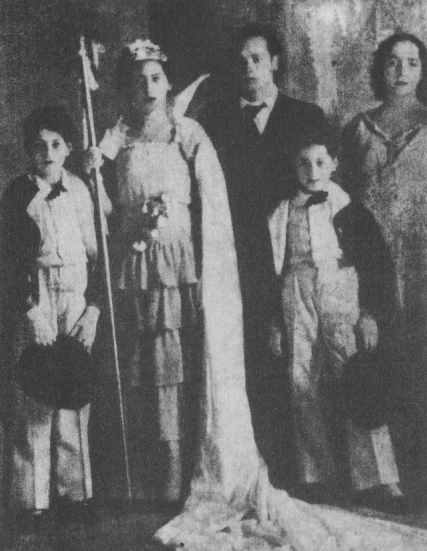
Nicanor Parra el 1937 en les festes primaverals de Chillán, com a poeta llorejat pel seu primer llibre, Cancionero sin nombre. Fotografia inclosa en la primera edició dObra gruesa (1969)

El 1933 va ingressar a l'Institut Pedagògic de la Universitat de Xile, on va estudiar matemàtiques i física. Al principi també es va matricular en enginyeria, dret i anglès, però va abandonar aquests estudis ràpidament. Per finançar aquests estudis, va continuar vinculat al seu antic internat, treballant al costat de Jorge Millas i Carlos Pedraza Olguín com a inspector. El 1935 els tres amics van fundar la Revista Nueva, distribuïda entre els inspectors, professors i alumnes de l'internat. En ella Parra va realitzar les seves primeres publicacions, incloent-hi el conte titulat «Gato en el camino», un irreverent text en vers lliure que li va valdre una amonestació del rectorat. Aquest mateix any es va publicar l'Antologia de poesia xilena nova, a través de la qual va conèixer exponents clau de la poesia xilena contemporània, als quals no tenia accés des de Chillán. Llavors va començar a imbuir-se de l'obra de xilens i espanyols contemporanis, traduccions dels surrealistes francesos i altres avantguardes europees com el dadaisme.
El 1937 es va graduar com a professor de matemàtiques de la Universitat de Xile, i va començar a exercir com a docent en liceus de Santiago. Aquest mateix any va publicar el seu primer poemari, Cancionero sin nombre, molt influenciat per l'obra de Federico García Lorca, i va decidir tornar a Chillán per exercir com a professor de matemàtiques i física en el Liceu d'Homes. En aquesta ciutat va ser nomenat poeta llorejat en la Festa de la Primavera, i es va trobar per primera vegada amb Pablo Neruda, que estava de gira política donant suport a la campanya presidencial de Pedro Aguirre Cerda, en representació del Front Popular.
A l'any següent, el seu primer poemari, una obra encara immadura, però reveladora, va rebre el Premi Municipal de Poesia atorgat per la Municipalitat de Santiago. En un acte d'homenatge a Gabriela Mistral, li va dedicar el seu poema inèdit «Canto a la escuela», i aquesta, per la seva banda, va elogiar el seu treball i el va catalogar com «el futur poeta de Xile». Encara el 1938, Parra es va introduir en la poesia de Walt Whitman, en traducció del poeta uruguaià Álvaro Armando Vasseur.
El catastròfic terratrèmol de Chillán el gener de 1939, que el va sorprendre treballant com a inspector en el Liceu d'Homes, va avançar la seva tornada a Santiago, on va continuar fent classes de física en el seu antic internat, i de matemàtiques a l'Escola d'Arts i Oficis. Aquest mateix any és inclòs en l'antologia 8 nuevos poetas chilenos, a la qual succeeix Tres poetas chilenos (1942), mentre continua investigant noves formes de poesia.
Gràcies a una beca atorgada per l'Institute of International Education, el 1943 va viatjar als Estats Units per estudiar un postgrau en mecànica avançada a la Universitat de Brown.

### Acadèmia i consolidació artística
Va tornar dels Estats Units entre 1945 i 1946, com a físic especialista en indeterminació i relativitat, per incorporar-se com a professor titular de mecànica racional a la Universitat de Xile. Poc després, el 1948, va ser nomenat director interí de l'Escola d'Enginyeria, càrrec que ocuparia durant vint anys.
El 1949, gràcies a una beca del British Council, se'n va anar a estudiar cosmologia per dos anys a Oxford, Anglaterra, amb el científic Edward Arthur Milne. Si bé anava poc a classe, la seva estada en aquest país es va perllongar fins a 1952, temps durant el qual va tenir la possibilitat de llegir àvidament diversos escriptors europeus clàssics i d'endinsar-se en la psicoanàlisi. Durant aquest viatge va contraure matrimoni amb la sueca Inga Palmen, que el va acompanyar de retorn a Xile. El mateix any del seu retorn, es va unir amb el poeta Enrique Lihn i l'artista Alejandro Jodorowsky per muntar Quebrantahuesos, una exposició de poesia mural realitzada amb retallades de periòdics on van utilitzar la tècnica del collage.
Les experiències viscudes a l'estranger, en països més desenvolupats i amb cultures tan diferents de la de Xile, van ser fonamentals per a la gestació del seu segon poemari, Poemas y antipoemas (1954), amb què l'autor va irrompre amb el nou concepte d'«antipoesia», el qual s'oposava a tota la poesia tradicional llavors imperant al seu país, encapçalada per Pablo Neruda, Vicente Huidobro i Pablo de Rokha. A partir d'aquesta obra i aquesta nova manera de fer poesia l'autor començaria una intensa activitat literària i començaria a fer-se conegut en l'àmbit nacional i internacional.

### Internacionalització i proliferació literària
Durant la segona meitat dels anys 1950 Nicanor Parra va realitzar una sèrie de viatges a l'estranger, sent convidat als Estats Units, Perú, Panamà i Mèxic, entre altres països, tant per dictar conferències acadèmiques com per assistir a tallers i altres esdeveniments literaris. El 1958 va emprendre un llarg viatge a Europa i Àsia, on va incloure en les seves destinacions a Moscou, Roma i Madrid. A l'any següent va ser convidat al Consell Mundial de la Pau a Pequín, per a això va haver de fer escala a Estocolm. A la capital sueca va entaular amistat amb l'escriptor Artur Lundkvist, en aquells dies secretari de l'Acadèmia Sueca, en la casa del qual va conèixer a l'escriptora Sun Axelsson, amb qui va tenir una relació amorosa breu i turmentosa.
El 1960 Parra va contactar amb els beatniks Allen Ginsberg i Lawrence Ferlinghetti en la Primera Trobada d'Escriptors Americans organitzada per la Universitat de Concepción. Ferlinghetti, que ja coneixia la seva obra a través del crític angloxilè Jorge Elliott, va publicar Antipoems (1960) en la seva editorial City Lights Books. Més tard apareixeria Poems and Antipoems (1967), amb traduccions de Ginsberg, Ferlinghetti, William Carlos Williams, Thomas Merton, Denise Levertov i W.S. Merwin. Durant aquesta dècada la producció de Parra fou prolífica, i se suma a la seva obra Versos de salón (1962), Canciones rusas (1967) i Obra gruesa (1969). Durant aquests anys va mantenir bones relacions amb Cuba i va exercir com a professor visitant als Estats Units.

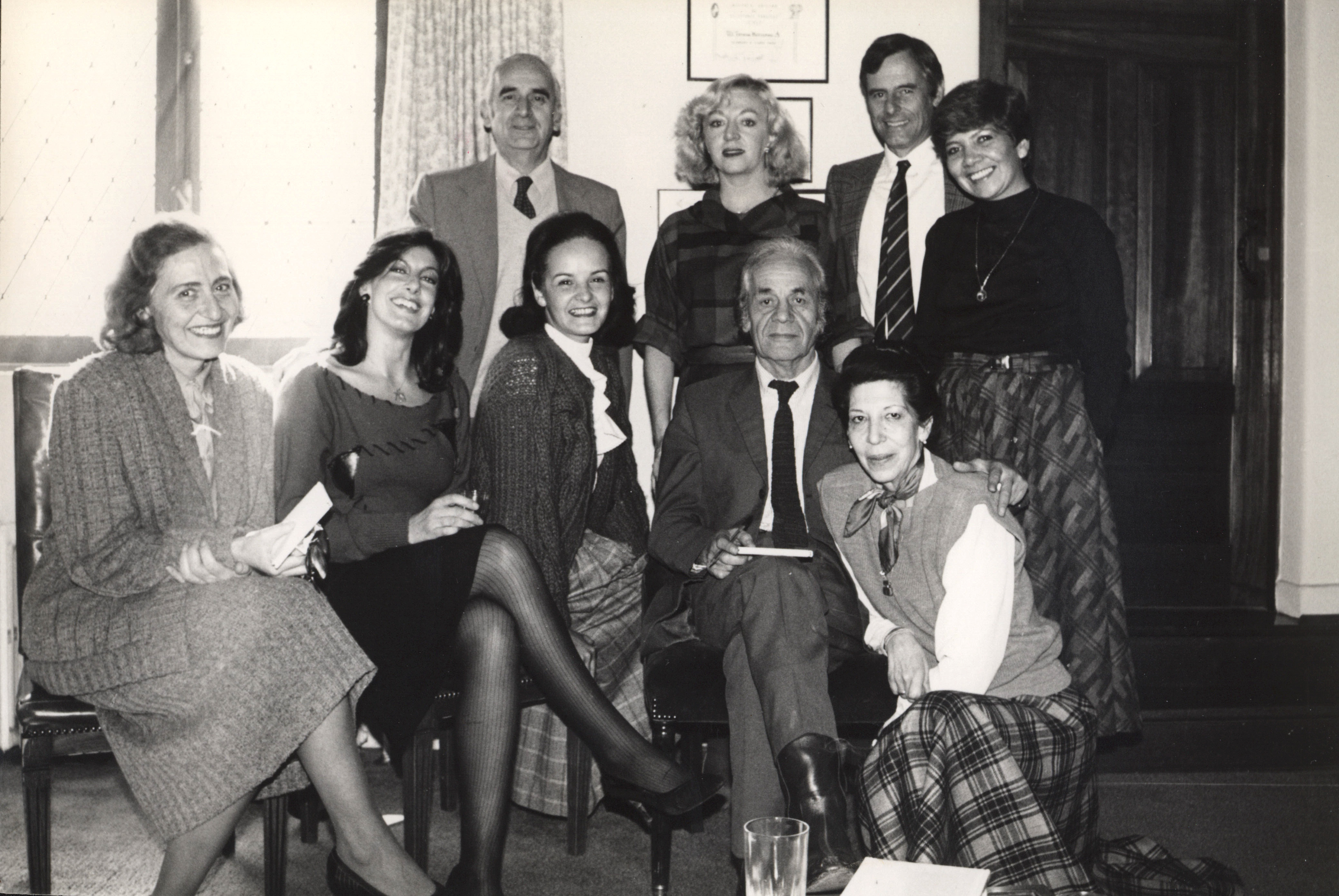
Parra (assegut) al costat de William Thayer (a dalt, al centre) i altres persones

El 1968 va renunciar al seu lloc com a director interí a la Universitat de Xile. La influència de la seva proposta estètica sobre la cultura nacional el va fer obtindre el Premi Nacional de Literatura de Xile l'any 1969.
| «                | Durant mig segle la poesia va ser el paradís del ximple solemne fins que vaig venir jo i em vaig instal·lar amb la meva muntanya russa | » |
| — Nicanor Parra. | |   |

El 15 d'abril de 1970, en plena Guerra Freda, mentre assistia al Festival Internacional de Poesia organitzat per la Biblioteca del Congrés a Washington DC amb diversos poetes comunistes (Francis Ponge, Iehuda Amikhai, Jorge Carrera Andrade, entre altres) va patir un malentès que l'afligiria per sempre. Durant el viatge va ser enganyat per la Casa Blanca per a ser fotografiat amb Pat Nixon, la qual cosa li va costar un trencament de relacions amb Cuba i amb altres persones de l'esquerra política. Parra va ser expulsat del jurat del Premio Casa de las Américas, la premsa oficialista xilena el va criticar durament, i a la Universitat de Xile van boicotejar les seves classes de mecànica teòrica. Inicialment, es va mostrar afectat i va intentar disculpar-se, però davant les negatives va acabar per decidir ressaltar la independència del poeta.

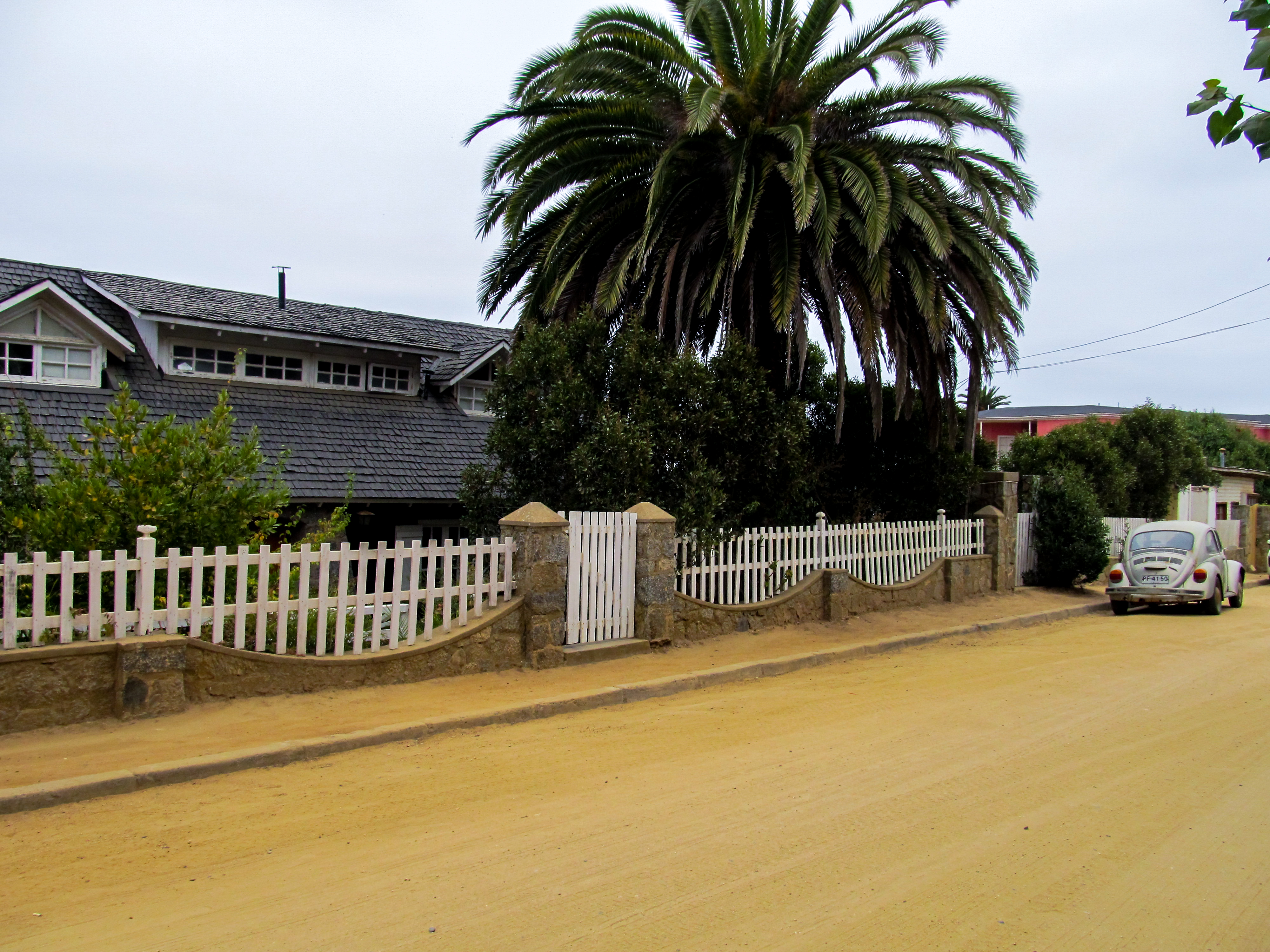
Casa de Parra al balneari de Las Cruces, on el poeta va viure des dels anys 1980 fins a poc abans de la seva mort

Durant el període del Règim Militar, Parra va decidir evitar les represàlies i la censura, allunyant-se una mica de l'antipoesia per desviar la seva atenció cap a altres projectes. El 1975, l'únic exemplar de la revista Manuscrits va reproduir Quebrantahuesos (1952) i els seus textos escatològics dadaistes inèdits en News from nowhere. Més tard va decidir idear subtils mecanismes de denúncia a la dictadura militar d'Augusto Pinochet, assumint per a això l'àlter ego del Cristo de Elqui (1898-1971) en Sermons i prèdiques del Cristo de Elqui (1977) i Nous sermons i prèdiques del Cristo de Elqui (1979).
Uns anys després va publicar els seus Ecopoemas (1982) com una proposta ecològica alternativa enfront dels dos blocs politicoeconòmics de la Guerra Freda: el socialisme i el capitalisme. Des d'aquest enfocament, que mantindria durant els anys 1980 i 1990, va poder criticar el sistema des d'un enfocament no ideològic i, per tant, menys arriscat. Les seves denúncies es van tornar després més explícites en Chistes parra desorientar a la policia poesia (1983) i en els poemes inèdits de la seva antologia Poesia política (1983), estant també presents en Coplas de Navidad (1983).

### Reconeixements i el centenari

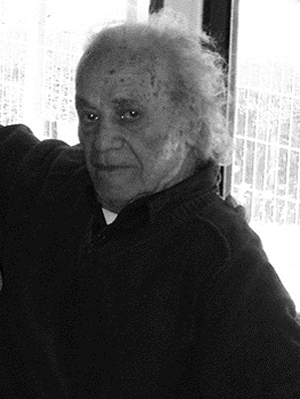
Nicanor Parra el 2005

Després de la tornada a la democràcia al seu país al començament dels anys 1990, es van reactivar els reconeixements en el seu nom. Cap a 1992 va realitzar una exposició visual al costat del poeta Joan Brossa a València. Diverses institucions i persones particulars van intentar postular-lo al Premi Nobel de Literatura en tres ocasions, els anys 1995, 1997 i 2000. Amb motiu del tercer intent de postulació, es van dur a terme diverses activitats a Santiago, com una Mostra d'Artefactes Visuals, conferències i taules redones a l'entorn de l'antipoesia en el Col·loqui Internacional d'Escriptors i Intel·lectuals de la Universitat de Xile, mostres audiovisuals sobre la seva vida i obra als patis de la Moneda i a la Plaça de la Constitució (Santiago de Xile), obres de teatre basades en la seva obra i recitals de poesia en el seu nom. Parra no va aconseguir-ne la candidatura, però el 2001 va ser guardonat amb el Premio Reina Sofía de Poesía Iberoamericana. Acusant problemes de salut, el premi el va rebre el seu fill Juan de Dios, de mans de la Reina Sofia al Palau Reial de Madrid.

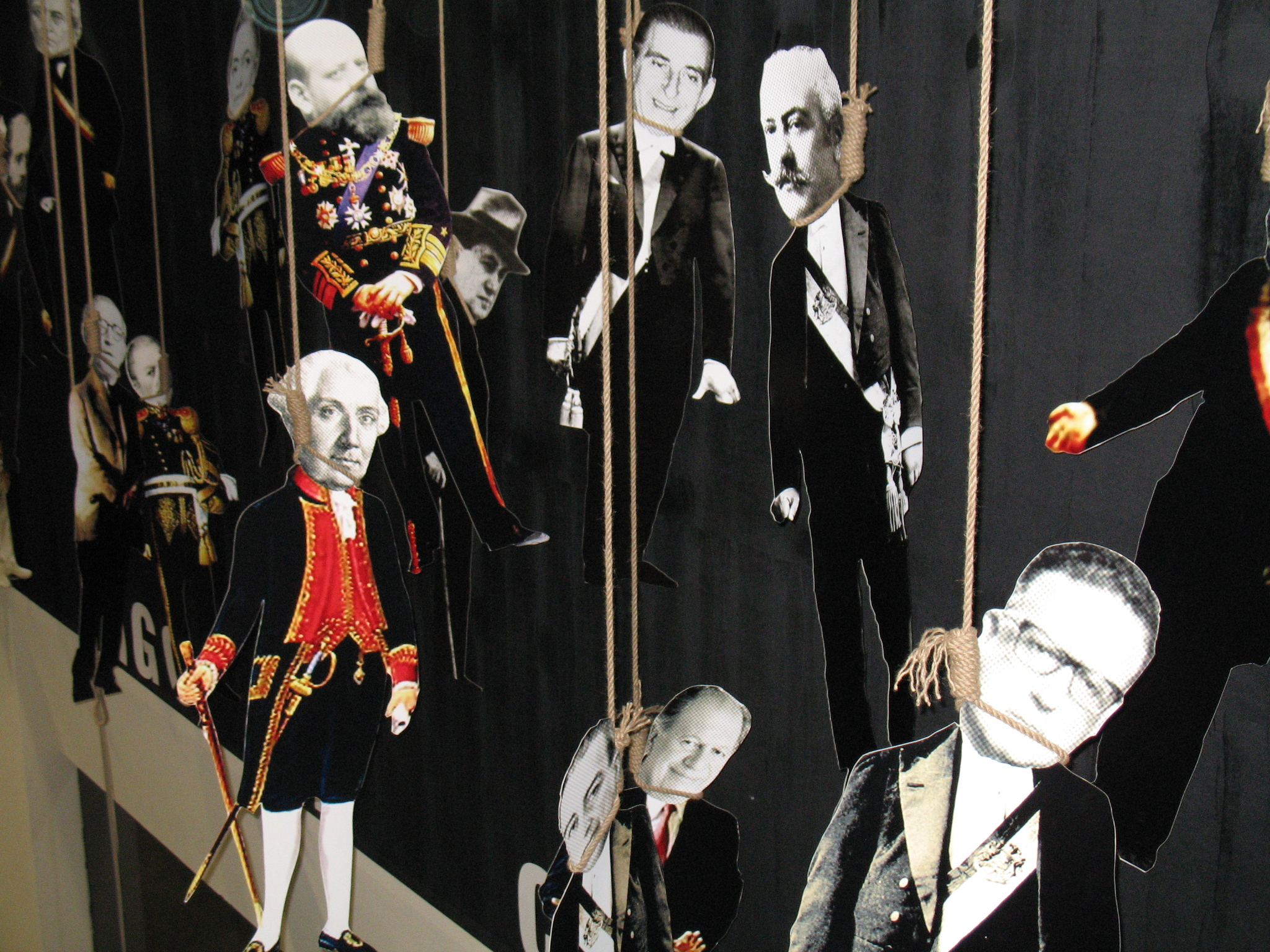
«El pagament de Xile», instal·lació de la seva exposició Obres públiques (2006)

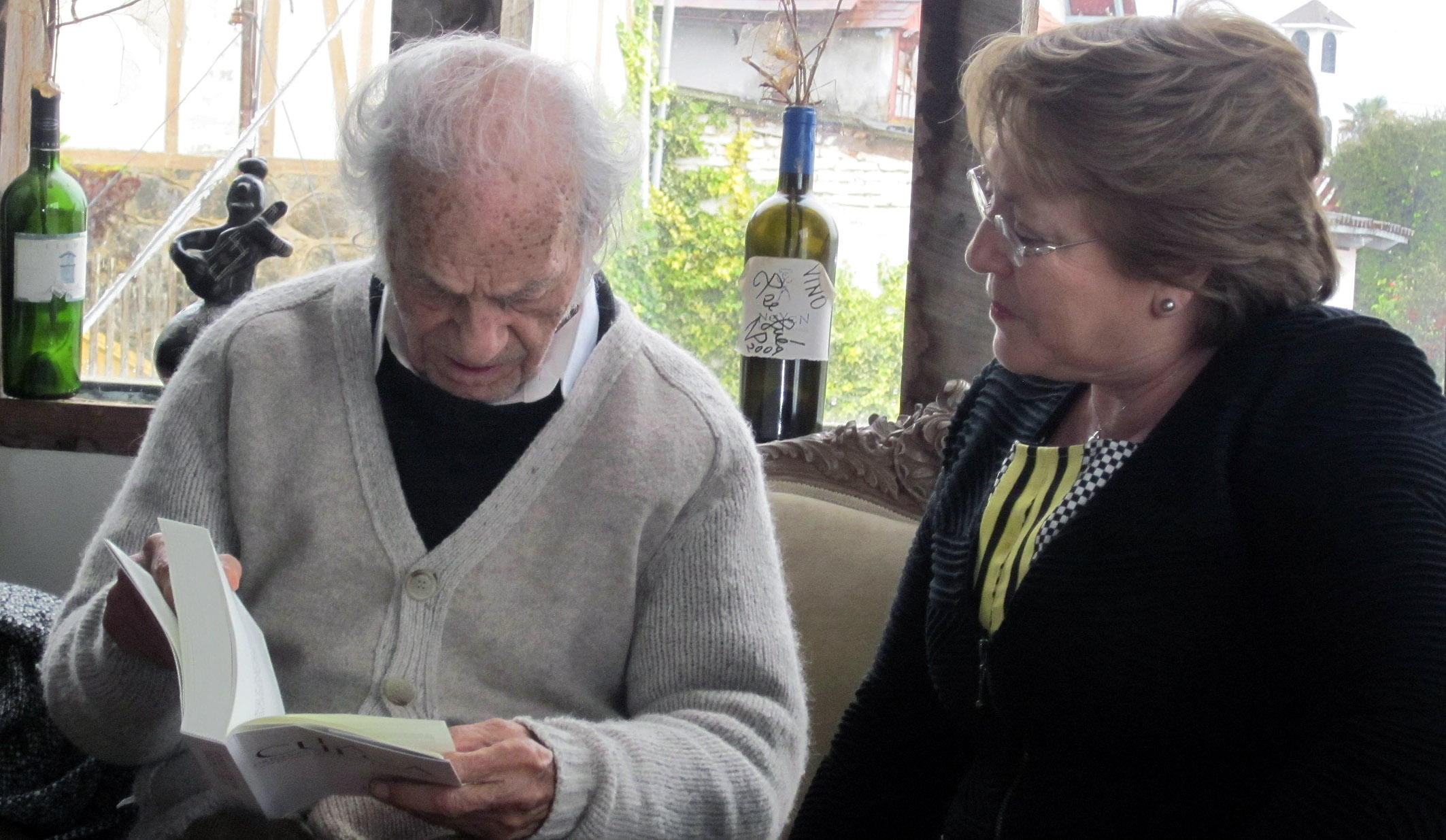
La presidenta Michelle Bachelet va visitar Parra per la celebració del seu centenari

Utilitzant aquesta sèrie de premis i homenatges com a excusa, l'autor va començar a escriure els seus autodenominats «discursos de sobretaula», en els quals va desplegar el seu pensament i crítica social. Diversos d'aquests textos van ser publicats més tard en el seu llibre Discursos de sobremesa (2006). Els seus denominats «artefactes visuals», instal·lacions basades en el reciclatge que materialitzen la idea dels antipoemes, van ser exposats a Madrid i Santiago de Xile el 2001. El 2006 es va muntar la seva exposició mediàtica Obres públiques al Centre Cultural Palacio La Moneda, la que a través d'instal·lacions com «El pago de Chile» va causar un gran enrenou al país. El mateix any va aparèixer Obres completes & alguna cosa + (1935-1972), el primer volum de les seves obres completes, que es vengué amb gran èxit en la Fira Internacional del Llibre de Santiago.
El setembre de 2010, dies després de complir 96 anys, va començar una vaga de fam en suport a la trentena de comuners maputxes en vaga de fam des del 12 de juliol del mateix any.
L'1 de desembre de 2011 va ser guardonat amb el Premi Cervantes, i es convertí així en el tercer xilè a obtenir-lo, després de Jorge Edwards (1999) i Gonzalo Rojas (2003). Carmen Caffarel, directora llavors de l'Institut Cervantes, va expressar: «el Premi Cervantes reconeix aquesta vegada no sols la vàlua d'un creador universal, sinó també la necessitat de la cerca de noves formes d'expressió i l'exploració de les fronteres comunicatives de l'ésser humà». Excusant-se per la seva avançada edat, Parra no va assistir al lliurament del premi, i va enviar en el seu lloc al seu net Cristóbal Ugarte.
El 7 de juny de 2012 va ser guardonat amb el Premio Iberoamericano de Poesía Pablo Neruda per la seva trajectòria i aportació a la literatura hispanoamericana. A partir d'aquesta instància, Niall Binns, membre del jurat, va editar L'antologia de Nicanor Parra segons Niall Binns. El premi estava dotat amb 60.000 dòlars, més un diploma i una medalla. Parra tampoc va assistir-ne aquesta vegada al lliurament, i durant la cerimònia el seu discurs va ser llegit novament pel seu net Cristóbal.
El 5 de setembre de 2014 Parra va complir cent anys, per la qual cosa es van organitzar una sèrie d'activitats commemorant la seva vida i obra, com exposicions amb els seus «artefactes» i un «parrafraseo» massiu d'un dels seus poemes, «L'home imaginari». Parra es va mantenir allunyat dels homenatges, i només va rebre la visita de la presidenta Michelle Bachelet a la seva casa al balneari Las Cruces.
L'agost de 2017, Parra va deixar la seva casa a Las Cruces i es va instal·lar a la casa de la família Parra a La Reina, a Santiago, que va ser batejada per Violeta i Roberto Parra com «la universitat oberta de la Reina». En aquest lloc va morir, a l'edat de 103 anys, el 23 de gener de 2018.

## Estil

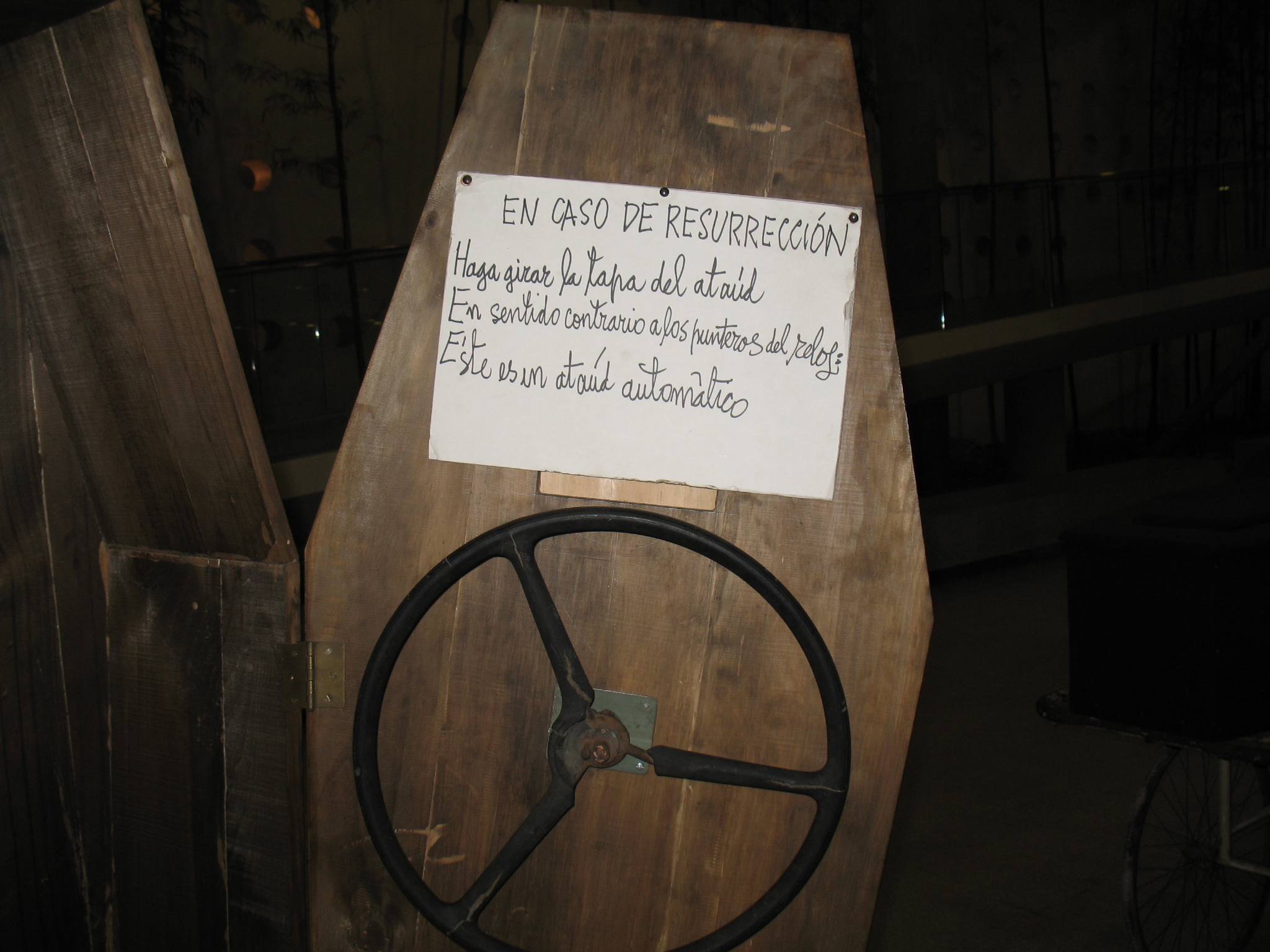
Un «artefacte» de Parra relacionat amb la mort, tema recurrent de la seva obra

La poesia de Parra ha variat molt a través del temps. Durant la seva joventut, a finals dels anys 1930, va tenir un breu pas com a representant de l'anomenada poesia de la claredat, fortament inspirada en el recentment mort Federico García Lorca, i creada com a resposta crítica a l'hermetisme i subjectivisme de l'avantguardisme històric liderat per Huidobro, Neruda o els nous poetes surrealistes del Grup La Mandràgora.
Després d'abandonar aquesta primera etapa, en lloc d'adherir-se al realisme socialista, del qual va criticar la seva poca credibilitat i alta abstracció doctrinaria, va decidir continuar una línia més avantguardista i fins i tot postavantguardista, àvida en la cerca i afavorida, per la seva faceta científica, d'estructures i mecanismes formals de creació. La seva poesia és marcadament crítica, qüestionadora, anticlerical, política i contingent, i al costat dels seus antipoemes postmoderns i analítics se situen també poemes ecològics i uns altres de tradició oral, popular i local. Utilitzant recursos de l'absurd, l'humor, l'art de carrer i la cultura popular, Parra s'ha caracteritzat per democratitzar la poesia, acostant-la a lectors de diferent nivell sociocultural.
Quant a l'ús de la mètrica, en els seus primers treballs va utilitzar octosíl·labs per escriure romanços criolls (Cançoner sense nom, La "cueca" llarga) i endecasíl·labs per a sonets paròdics («No hi ha oblit», «Hi ha un dia feliç», Versos de saló), però també va començar a explorar d'hora amb el vers lliure (Poemes i antipoemes). També són molt variades les veus dels seus poemes (matemàtics, humoristes, locutors de ràdio, professors, predicadors, advocats, etc.) com els seus registres (epitafis, converses, discursos fúnebres, oracions cristianes, tests, discursos de sobretaula, entre molts altres). Des dels anys 1970 començaria a treballar amb els poemes visuals dels seus coneguts «artefactes», i des dels anys 1990 investigaria en una flexibilització del pentàmetre iàmbic, per afavorir la fluïdesa en les seves traduccions de William Shakespeare.
Parra és molt exigent amb els seus poemes abans de publicar-los, per la qual cosa una vegada publicats, les seves versions futures solen tenir molt poques variacions. Però, sí que es mostra particularment despreocupat per la puntuació, que sol variar d'una versió a l'altra.
Per a Niall Binns, la poesia parriana és abans que res realista, però poblada al mateix temps d'allò que Fredric Jameson anomena «surrealisme sense l'inconscient», el qual és generat pel flux vertiginós dels seus versos. Binns sosté que els personatges dels poemes de Parra solen estar desorientats i no es comprenen a ells mateixos ni al seu entorn. Són, a més, éssers confusos i contradictoris, però a diferència d'altres poetes com Darío, Huidobro, Vallejo o Neruda, són també víctimes d'una crisi ideològica i epistemològica moderna; en Parra els seus personatges estan totalment exposats i desemparats, i no aconsegueixen evadir-se d'aquesta crisi.

## Influències
El poeta és un gran admirador de l'obra de William Shakespeare i en particular de Hamlet.
El seu primer treball, Cançoner sense nom (1937), va estar fortament influenciat per Romancer gitano (1928) de García Lorca. A partir de 1938, i especialment durant el seu viatge als Estats Units el 1943, va conèixer l'obra de Walt Whitman, que malgrat tenir una escriptura seriosa, grandiloqüent i narcisista, allunyada de les seves pretensions, va ser un referent per a Parra al llarg d'aquella època, tant pel seu to relaxat com per les seves exploracions del vers lliure. D'aquestes lectures de Whitman van sorgir als Estats Units els seus vint «Exercicis retòrics». Uns anys més tard, durant la seva estada a Anglaterra, entre 1949 i 1952, va conèixer l'obra de T. S. Eliot (de qui va criticar el seu to profètic), W. H. Auden, Ezra Pound, William Blake, John Donne, la psicoanàlisi de Sigmund Freud, les pel·lícules de Charles Chaplin, el particular humor de Franz Kafka i els surrealistes. A tot açò cal afegir la seva relació d'amistat amb diversos beatniks de la generació beat, i el seu coneixement de l'art pop propi d'artistes com Andy Warhol. Tot això li va anar revelant noves tècniques en el maneig del vers, una consciència sobre el seu ofici com a poeta, i la maduració d'una veu més prosaica, distant i irònica.
Per al cas particular de La "cueca" llarga (1958), un reconeixement a la poesia popular, l'autor va reconéixer la seva influència en el Martín Fierro de José Hernández. En el cas dels seus Artefactes (1972), una de les seves influències va ser una obra primerenca del seu contemporani Roberto Matta, anterior als anys 1950. Parra també reconeix entre les seves influències el dadaisme de Marcel Duchamp des dels seus viatges als Estats Units en els anys 1960, i considera la seva obra com a neodadaista i neokitsch.

### Ideologia política i filosòfica
Parra sempre ha estat fidel al seu origen humil. Reconegut com una persona independent a les tendències polítiques, mai ha militat en cap partit, i les seves relacions amb l'esquerra i la dreta no han estat excloents, la qual cosa li ha portat diversos problemes amb partidaris de tots dos espectres polítics. Durant els anys 1960, abans del malentés referit anteriorment amb Pat Nixon, l'autor tenia bones relacions tant amb Cuba i el comunisme com amb els Estats Units, si bé es comportava més com un anarquista. Parra rebutja els extrems polítics i s'ha mostrat díscol tant amb governs de centreesquerra com de dreta. Va ser opositor al govern dretà de Jorge Alessandri (1958-1964), al del demòcrata cristià Eduardo Frei Montalva (1964-1970), i si bé en principi se'n va mostrar a favor, després també va criticar la Unitat Popular de Salvador Allende (1970-1973). Després del cop d'estat de 1973 que va donar inici al període del Règim Militar, la Junta Militar li va oferir exercir algun càrrec públic, proposta que Parra va rebutjar, per en el seu lloc convertir-se en un destacat opositor de la dictadura militar d'Augusto Pinochet (1974-1990), a costa que diverses de les seves obres fossin censurades. Malgrat aquesta oposició, Parra va tenir algunes tèbies relacions amb el periòdic de dreta El Mercurio. Aquest tipus de contradiccions aparents el va portar a polemitzar amb persones com ara els escriptors Pablo Neruda, Gonzalo Rojas o Luis Merino Reyes, mentre aquest exercia com a president de la Societat d'Escriptors. Com a defensa, el poeta va realitzar diversos «artefactes» que ironitzen sobre les contradiccions polítiques, i aquestes reflexions el van portar a empatizar amb la filosofia de John Keats.
En els anys 1980, encara en dictadura, en resposta a la pugna entre el capitalisme i el comunisme imperant cap al final de la Guerra Freda, en lloc de cenyir-se a un bàndol va ser un dels primers poetes hispanoparlants a començar a interessar-se per l'ecologisme polític.
L'antipoeta ha conegut personalment tots els presidents xilens triats democràticament, des de Salvador Allende. De tots ells, només comparteix una relació d'amistat amb Ricardo Lagos.
El 2011, el seu paisà Carlos Peña el va considerar «el nostre Heidegger o el nostre Wittgenstein».

## Obres
L'obra de Parra abasta més de 75 anys i més d'una vintena de poemaris, als quals se sumen nombroses antologies, catàlegs, exposicions visuals i col·laboracions en diversos projectes artístics. L'antipoeta té treballs amb Enrique Lihn, Alejandro Jodorowsky, Pablo Neruda, Violeta Parra, Jaime Vadell, Joan Brossa i Congrés, entre d'altres. També s'han escrit nombrosos llibres sobre ell, i és el crític literari José Miguel Ibáñez Langlois, àlies Ignacio Valente, qui més s'ha ocupat de la seva obra. La seva antologia més completa la conformen els dos toms d'Obres completes & alguna cosa +: 1935-1972 i 1975-2006.

A continuació es llisten els principals treballs de la seva autoria:
- 1937 - Cancionero sin nombre
- 1954 - Poemas y antipoemas
- 1958 - La cueca larga
- 1962 - Versos de salón
- 1963 - Manifiesto
- 1967 - Canciones rusas
- 1969 - Obra gruesa
- 1971 - Los profesores
- 1972 - Emergency Poems
- 1972 - Artefactos
- 1977 - Sermones y prédicas del Cristo de Elqui
- 1979 - Nuevos sermones y prédicas del Cristo de Elqui
- 1981 - El anti-Lázaro
- 1982 - Poema y antipoema a Eduardo Frei
- 1982 - Ecopoemas
- 1983 - Chistes parra desorientar a la policía poesía
- 1983 - Poesía política
- 1983 - Coplas de Navidad (antivillancico)
- 1985 - Hojas de Parra (Ed. David Turkeltaub)
- 1997 - La Sagrada Familia
- 2004 - Lear, rey & mendigo
- 2006 - Discursos de sobremesa
- 2006 - Obras públicas
- 2015 - Antiprosa

Addicionalment, l'autor posseeix un enorme cabal de material inèdit, dins del qual hi ha mitja dotzena de poemaris escrits entre 1937 i 1954, un quadern de notes titulat Notas junto al abismo (Notes a la vora de l'abisme), i abundant material creat des dels anys 2000.

## Premis i reconeixements
Nicanor Parra ha rebut aquests premis i reconeixements:
- 1937 - Poeta laureado, en la Fiesta de la Primavera de Chillán
- 1938 - Premio Municipal de Santiago, por Cancionero sin nombre
- 1953 - Premio de Poesía Juan Said, Sociedad de Escritores de Chile
- 1954 - Premio del Concurso Nacional de Poesía, Sindicato de Escritores de Chile, por Poemas y antipoemas
- 1955 - Premio Municipal de Santiago, por Poemas y antipoemas
- 1967 - Hijo Ilustre de Chillán, Municipalidad de Chillán
- 1969 - Premio Nacional de Literatura
- 1972 - Beca Guggenheim[19]
- 1985 - Premio Richard Wilbur, American Literary Translators Association
- 1991 - Doctor Honoris Causa, Universidad de Brown
- 1991 - Premio Prometeo de Poesía, Asociación Prometeo de Poesía, España
- 1991 - Premio de Literatura Latinoamericana y del Caribe Juan Rulfo
- 1996 - Doctor Honoris Causa, Universidad de Concepción
- 1997 - Premio Luis Oyarzún, Universidad Austral de Chile
- 1997 - Medalla Gabriela Mistral, Gobierno de Chile
- 1998 - Medalla Abate Molina, Universidad de Talca
- 1999 - Medalla Rectoral, Universidad de Chile
- 2000 - Honorary Fellow, Saint Catharine's College, Universidad de Oxford
- 2000 - Doctor Honoris Causa, Universidad del Bío-Bío
- 2001 - Premio Bicentenario, Corporación Cultural de Chile y Universidad de Chile
- 2001 - Premio Reina Sofía de Poesía Iberoamericana
- 2004 - Premio Konex Mercosur: Letras[20]
- 2011 - Premio Miguel de Cervantes[14]
- 2012 - Premio Iberoamericano de Poesía Pablo Neruda

### Postulacions al Nobel
El poeta ha estat postulat al Premi Nobel de Literatura en diverses ocasions. El 1972, Patricio Lerzundi ja ho assenyalava com a mereixedor del premi en la revista de la Universitat de Colúmbia, amb el suport de la Societat Hispanoamericana de Nova York. La primera postulació oficial es va produir el 1995, intervinguda per la Universitat de Nova York i amb la coordinació de Marlene Gottlieb, que va aconseguir tres-centes seixanta signatures de suport provinents de professors de literatura dels Estats Units. El segon intent, el va encapçalar la Universitat de Concepció el 1997. Tres anys més tard, el grup Machitún-2000, encarregat de difondre l'obra del poeta, va decidir postular-lo per a l'any 2001, i fou la Universitat de Xile l'encarregada de dirigir la postulació, i obtingué el suport tant de les universitats xilenes del Consell de Rectors com de les universitats Complutense de Madrid i de València.